# Haplopteryx anomala
Haplopteryx anomala là một loài bướm đêm trong họ Geometridae.